# كوري بيرسون
كوري بيرسون (بالإنجليزية: Corey Pearson)‏ هو لاعب دوري الرغبي أسترالي، ولد في 9 يناير 1973 في نيوساوث ويلز في أستراليا.